# Hesperidio

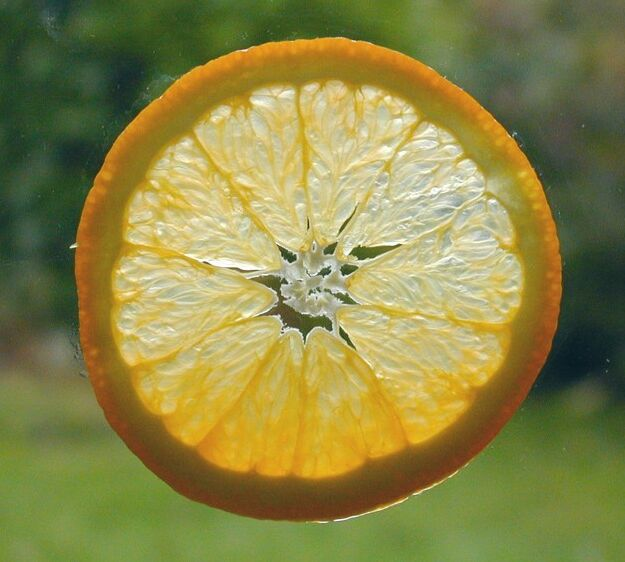
Sección de una naranja mostrando la estructura de hesperidio

En botánica, un hesperidio es un tipo de baya modificada, a menudo obtenido de cítricos. Es un fruto carnoso de cubierta más o menos endurecida, denominada pericarpio, constituida por epicarpio, mesocarpio y endocarpio, y materia carnosa entre el endocarpio o pared interior del ovario y las semillas. En este caso, pues, la parte carnosa no está constituida por las paredes del ovario, sino por carpelos cerrados e hinchados entre ellas (llamados vulgarmente "gajos") y las semillas. El diseño es, entonces, totalmente diferente al de las bayas, con las que pueden ser confundidos, donde son el mesocarpio y el endocarpio los que constituyen la materia carnosa o pulpa.
Los carpelos del endocarpio poseen una especie de bolsas (las cuales son en realidad pelos trasformados) que están rellenas de un líquido fragante o "zumo", el cual puede poseer sabores amargo, agrio o dulce según la variedad. El mismo es muy rico en ácido cítrico y ácido ascórbico (vitamina C).
Algunos ejemplos de hesperidios son los frutos de los frecuentes en las rutáceas, como por ejemplo el limón, la naranja, la mandarina y el pomelo o toronja.
- Datos: Q1429336
- Multimedia: Hesperidium / Q1429336